# Украинцы в Азербайджане
Украинцы в Азербайджане (укр. Українці в Азербайджані) — одна из этнических общин на территории Азербайджана, которая сформировалась в течение нескольких исторических периодов.
Согласно данным переписи 2009 года численность азербайджанских украинцев составляла 21,5 тысячи человек — десятая по численности этническая группа Азербайджана и вторая среди славянских групп. Подавляющее большинство украинцев проживает в столице городе Баку.

## История
Начало появления украинцев на территории современного Азербайджана относится ко времени Персидского похода Петра I против Персии (1722—1723) и заключения между Персией и Россией Петербургского договора 1723 года, согласно которому западное побережье Каспийского моря вместе с Табасаранской провинцией было передано под контроль Российской империи. Передовой силой Российской империи на Кавказе было казачество, как отмечал в своей книге "Кавказ" (1904 г.) В. Л. Величко. Среди казаков были и украинские казаки, однако более всего казаков появилось в данном регионе после ликвидации Екатериной II Запорожской Сечи. Эти казаки участвовали в войнах с Персией, до наших дней в Ленкорани на острове Сары сохранились могилы атамана Черноморского казачьего войска А. А. Головатого и его соратников.
Освобождение крестьян, открытие и начало освоения нефтяных месторождений в конце XIX века, вызвали миграцию населения на территорию современного Азербайджана. Некоторая часть переселенцев была с территории современной Украины. Основная часть украинцев расселялась в районе нефтегазоносного Апшеронского полуострова, некоторые переселенцы осваивали и сельские районы Азербайджана: село Алексеевка в Хачмазском районе Азербайджана основали уроженцы села Шаровка Богодуховского района Харьковской области Украины.
Большой приток украинских мигрантов на территорию Азербайджана был связан с известными событиями XX века — первой мировой войной, революционными событиями 1917 года, гражданской войной, репрессиями и Голодомором на Украине (1932-1933), второй мировой войной и послевоенным восстановлением народного хозяйства. Украинские специалисты принимали участие в строительстве Сумгаитского трубопрокатного комбината, химической индустрии Азербайджана, Гянджинского алюминиевого завода, Мингечевирского водохранилища и ГЭС, в прокладке Самур-Дивичинского канала, в освоении нефтяных промыслов Каспийского моря. Часть украинских специалистов обзавелась семьями и осталась в Азербайджане.
Украинцы Руслан Половинка и Виктор Серёгин являются Национальными Героями Азербайджана. В настоящее время одним из видных представителей украинской общины в Азербайджане является депутат меджлиса (азербайджанского парламента) генерал-майор Владимир Тимошенко, который награждён орденом «Шохрат» (Слава) за заслуги перед страной.

## Демографическая статистика
| Народ    | 1939        | 1939    | 1979        | 1979    | 1989        | 1989    | 1999        | 1999    | 2009        | 2009    |
| Народ    | Численность | Процент | Численность | Процент | Численность | Процент | Численность | Процент | Численность | Процент |
| -------- | ----------- | ------- | ----------- | ------- | ----------- | ------- | ----------- | ------- | ----------- | ------- |
| Всего    | 3 205 150   |         | 6 026 515   |         | 7 021 178   |         | 7 953 438   |         | 8 922 447   |         |
| Украинцы | 23 643      | 0,7 %   | 26 402      | 0,4 %   | 32 345      | 0,5 %   | 28 903      | 0,4 %   | 21 500      | 0,2 %   |

В Азербайджане сложилась самая многочисленная украинская община в Закавказье, по данным переписи 1989 года она была четвёртой по численности этнической группой Азербайджана и насчитывала 32,5 тысячи человек.
По данным переписи 2009 года численность украинцев равнялась 21,5 тысячи человек — это десятая по численности этническая группа Азербайджана, и вторая среди славянских групп. По данным Посольства Украины в Азербайджанской Республике, количество украинцев, сохранивших родной язык и придерживающихся украинской культуры и традиций, насчитывает до 2000 человек. В то же время в последние годы в Азербайджане увеличивается количество украинцев, которые поддерживают и развивают свои культурные и языковые традиции.

## Украинские организации

### Дореволюционный период
Украинское общество «Просвіта» в Баку
4 марта 1906 г. для регламентации деятельности обществ был издан императорский указ «О временных правилах об обществах и союзах», на его основе в Баку было создано украинское общество «Просвіта» имени Т. Г. Шевченко.
27 марта 1907 года на имя Бакинского градоначальника от учредителей общества поступило прошение утвердить устав созданного ими Общества и официально его зарегистрировать, а 23 июня 1907 года в Бакинских губернских ведомостях согласно письму Бакинского градоначальника от 15 июня 1907 года появилась статья о том, что 4 июня 1907 года общество было внесено в реестр обществ.
Украинское общество «Просвіта» имени Т. Г. Шевченко было одним из самых представительных и активных в  Баку. Оно объединяло украинцев, которые оказались на территории современного Азербайджана в результате трудовой иммиграции: освоение Бакинского нефтепромышленного региона, железнодорожное строительство, становление Каспийского морского пароходства, а также врачи и учителя.
Общество «Просвіта» распространяло украинскую литературу, создавало свои библиотеки, школы, устраивало публичные лекции, чтения, спектакли, концерты, выставки, проводило литературно-музыкальные вечера, посвященные известным украинским поэтам и композиторам (Т. Г. Шевченко, Н. Лысенко и др.), собирало средства для сооружения им памятников, занималось благотворительностью.

### Современный период
В Азербайджане функционируют украинские национальные организации:
«Украинская община им. И.Франко» (УОС)
УОС создана в 2017 году в г. Сумгаит. Руководителем общественной организации является этническая украинка Т.Т.Мусаева. УОС занимает активную проукраинскую позицию, последовательно выступает за поддержку суверенитета и территориальной целостности Украины, является организатором и активным участником мероприятий, способствующих утверждению позитивного имиджа Украины на территории Азербайджанской Республики. Во время полномасштабного вторжения РФ в Украину, УОС активно присоединилась к сбору и оказанию всесторонней помощи Украине и гражданам Украины, которые были вынуждены временно покинуть свою Родину. УОС совместно с Посольством Украины в Азербайджанской Республике и исполнительной властью г. Сумгаит оказала содействие в отправке в Украину гуманитарных грузов (продукты питания, медикаменты, медицинское оборудование) общим весом более 50 тонн. Организацией ведется активная работа по сохранению и развитию в Азербайджане украинской культуры, традиций и языка. На сегодняшний день УОС насчитывает 150 человек и имеет тенденцию к увеличению.
В Азербайджане также существуют «Украинский конгресс Азербайджана» (УКА) во главе с Ю.Л.Осадченко и «Украинская община им. Т.Шевченко в Азербайджане» (УОА) во главе с А.Ф.Заречным. Указанные образования в течение многих лет не осуществляют деятельность, определенную их уставными документами, окончательно потеряли авторитет и поддержку со стороны украинцев Азербайджана и превратились в маргинальные общины.
За последние годы в Азербайджане активно проявляет себя «новая волна» украинцев, которые проживают, работают или пребывают в смешанных браках на территории Азербайджана. Это патриотично настроенные граждане, которые имеют активную гражданскую позицию, а их деятельность способствует сохранению культурных традиций украинского народа.

В октябре 2021 года в Баку был создан Украинский центр (УЦ) с целью популяризации украинского языка в Азербайджане. Центр всячески привлекается к проведению культурно-художественных мероприятий, а также выступает арт-площадкой для проведения выставок и тематических встреч украинцев и друзей Украины. Украинский центр является центром проведения мероприятий с участием украинской общины в Азербайджане.

Памятник Тарасу Шевченко в столице Азербайджана Баку.

## Украинские монументы в Азербайджане
С целью увековечения и популяризации украинской культуры, в Азербайджане установлены скульптуры в честь выдающихся деятелей и событий Украины.
Барельеф Т. Г. Шевченко в городе Закатала был официально открыт в июне 1979 года.
В 2006 установлен бюст известной поэтессы Леси Украинки в Карадагском районе города Баку.
В июне 2008 был открыт памятник Т. Г. Шевченко в одном из центральных районов столицы Азербайджана Президентами Украины и Азербайджана, а также мемориальная доска на фасаде дома в центральной части Баку, где в 1919—1920 г.г. была расположена Особая дипломатическая миссия Украинской Народной Республики. Открытие состоялось в рамках официального визита президента Украины В. А. Ющенко в Азербайджан, в церемонии также участвовал президент Азербайджана Ильхам Алиев.